# Fornos de Maceira Dão
Fornos de Maceira Dão ist eine Gemeinde (Freguesia) im portugiesischen Kreis Mangualde. In ihr leben 1308 Einwohner (Stand 19. April 2021).